# Herbulotia herbulotina
Herbulotia herbulotina är en fjärilsart som beskrevs av Rudolf Pinker 1971. Herbulotia herbulotina ingår i släktet Herbulotia och familjen mätare. Inga underarter finns listade i Catalogue of Life.